# Microneta sima
Microneta sima là một loài nhện trong họ Linyphiidae.
Loài này thuộc chi Microneta. Microneta sima được Ralph Vary Chamberlin & Wilton Ivie miêu tả năm 1936.